# Дизање тегова на Летњим олимпијским играма 2012 — до 75 кг за жене
Дисциплина дизање тегова у категорији до 75 кг у женској конкуренцији на Олимпијским играма 2012. је одржана 3. августа у Ексел центру. Ово такмичење је одржано као једанаеста од петнаест дисциплина програма дизања тегова.

## Систем такмичења
Свака дисциплина овог спорта се састоји од два дела. У првом делу се тег диже из једног потеза са земље до изнад главе (трзај), а у другом делу се, углавном са већим тежинама, тег диже до изнад колена у једном трзају при чему се дизач обично спушта на кољена да би себи олакшао, затим диже на рамена опет спуштајући се према земљи и практично дижући тег ногама, и на крају увис, опет се помажући ногама (избачај). Сваки такмичар има право на три покушаја у сваком од ова два начина дизања.

## Земље учеснице
Учествовало је 13 такмичарки из 12 земаља. 
1. Белорусија (1)
2. Бразил (1)
3. Египат (1)
4. Јужна Кореја (1)
5. Казахстан (1)
6. Камерун (1)
7. Пољска (1)
8. Русија (2)
9. Сирија (1)
10. Уједињени Арапски Емирати (1)
11. Чиле (1)
12. Шпанија (1)

## Сатница
| Датум           | Време | Ниво   |
| --------------- | ----- | ------ |
| 3. август 2012. | 15:30 | Финале |

## Рекорди
(стање 4. августа 2012)
| Светски рекорд     | Трзај   | Наталија Заболотна  | Русија | 135 кг | Белгород, Русија | 17. децембар 2011.  |
| Светски рекорд     | Избачај | Надежда Јевстјухина | Русија | 163 кг | Париз, Француска | 20. септембар 2010. |
| Светски рекорд     | Укупно  | Наталија Заболотна  | Русија | 296 кг | Белгород, Русија | 17. децембар 2011.  |
| Олимпијски рекорди | Трзај   | Цао Ли              | Кина   | 128 кг | Пекинг, Кина     | 15. август 2008.    |
| Олимпијски рекорди | Избачај | Цао Ли              | Кина   | 154 кг | Пекинг, Кина     | 15. август 2008.    |
| Олимпијски рекорди | Укупно  | Цао Ли              | Кина   | 282 кг | Пекинг, Кина     | 15. август 2008.    |

## Нови рекорди
| Олимпијски рекорди | Трзај   | Наталија Заболотна  | Русија    | 131 кг | Лондон, УК | 3. август 2014. |
| Олимпијски рекорди | Избачај | Светлана Подобедова | Казахстан | 161 кг | Лондон, УК | 3. август 2014. |
| Олимпијски рекорди | Укупно  | Наталија Заболотна  | Русија    | 291 кг | Лондон, УК | 3. август 2014. |

## Освајачице медаља
| Место | Такмичарка          | Земља      |
| ----- | ------------------- | ---------- |
|       | Светлана Подобедова | Казахстан  |
|       | Наталија Заболотна  | Русија     |
|       | Ирина Кулеша        | Белорусија |

## Резултати
| Позиција | Такмичарка             | Земља                     | Група | Тежина | Трзај (кг) | Трзај (кг) | Трзај (кг) | Трзај (кг) | Избачај (кг) | Избачај (кг) | Избачај (кг) | Избачај (кг) | Укупно |
| Позиција | Такмичарка             | Земља                     | Група | Тежина | 1          | 2          | 3          | Резултат   | 1            | 2            | 3            | Резултат     | Укупно |
| -------- | ---------------------- | ------------------------- | ----- | ------ | ---------- | ---------- | ---------- | ---------- | ------------ | ------------ | ------------ | ------------ | ------ |
|          | Светлана Подобедова    | Казахстан                 | А     | 74,58  | 126        | 126        | 130        | 130        | 150          | 156          | 161          | 161          | 291    |
|          | Наталија Заболотна     | Русија                    | А     | 74,80  | 125        | 128        | 131        | 131        | 147          | 155          | 160          | 160          | 291    |
|          | Ирина Кулеша           | Белорусија                | А     | 74,95  | 116        | 121        | 125        | 121        | 140          | 145          | 148          | 148          | 269    |
| 4        | Лидија Валентин        | Шпанија                   | А     | 74,39  | 115        | 115        | 120        | 120        | 140          | 145          | 148          | 145          | 265    |
| 5        | Абер Абделрахман       | Египат                    | А     | 74,60  | 112        | 116        | 118        | 118        | 140          | 148          | 151          | 140          | 258    |
| 6        | Madias Nzesso          | Камерун                   | Б     | 74,55  | 105        | 110        | 115        | 115        | 131          | 136          | 140          | 131          | 246    |
| 7        | Ева Миздал             | Пољска                    | А     | 70,58  | 100        | 102        | 104        | 104        | 127          | 132          | 133          | 127          | 231    |
| 8        | Жакалин Фереира        | Бразил                    | Б     | 74,12  | 95         | 100        | 102        | 102        | 121          | 126          | 128          | 128          | 230    |
| 9        | Марија Фернанда Валдес | Чиле                      | Б     | 74,70  | 96         | 100        | 100        | 96         | 120          | 127          | 131          | 127          | 223    |
| 10       | Lim Ji-hye             | Јужна Кореја              | Б     | 74,81  | 97         | 102        | 103        | 97         | 125          | 126          | 132          | 126          | 223    |
| 11       | Thuraia Sobh           | Сирија                    | Б     | 73,36  | 80         | 86         | 91         | 86         | 105          | 113          | 115          | 115          | 201    |
| 12       | Кадија Мохамед         | Уједињени Арапски Емирати | Б     | 74,72  | 47         | 51         | 53         | 51         | 53           | 58           | 62           | 62           | 113    |
| —        | Надежда Јевстјухина    | Русија                    | А     | 74,23  | 125        | 125        | 125        | —          | —            | —            | —            | —            | —      |